# Eduard Roos
Eduard Roos (* 2. Februarjul. / 15. Februar 1903greg. in Mõrtsi, Gemeinde Pajusi; † 28. April 1979 in Tallinn) war ein estnischer Literatur- und Kulturhistoriker sowie Onomastiker.

## Leben
Eduard Roos besuchte u. a. das Hugo-Treffner-Gymnasium und studierte von 1924 bis 1930 an der Universität Tartu estnische Sprache und Literatur sowie allgemeine Literaturwissenschaft (Abschluss 1936). Von 1925 bis 1931 arbeitete er nebenher am pädagogischen Museum in Tartu, von 1931 bis 1934 war er Assistent in der Bibliothek des Estnischen Nationalmuseums. Von 1934 bis 1940 war er Sprachredakteur im Justizministerium, während der deutschen Besatzung von Estland im Zweiten Weltkrieg war er von 1941 bis 1944 beim Verlag Eesti Kirjastus angestellt. Von Mai bis September 1944 war er von den deutschen Besatzern inhaftiert, nach der Wiedereroberung Estlands durch sowjetische Truppen war er kurze Zeit Redakteur im Verlag Ilukirjandus ja Kunst, ehe er 1945 vom NKWD aufgegriffen wurde. Die folgenden fünf Jahre verbrachte er in Haft, ab 1951 konnte er wieder in verschiedenen Funktionen arbeiten, nach seiner Pensionierung 1965 war er im „Eduard Vilde und A. H. Tammsaare-Museum“.
Der Bibliophile und Tagebuchautor Jaan Roos war sein älterer Bruder.

## Werk
Eduard Roos hat als Lektor und Redakteur bei zahlreichen Werken mitgewirkt. In seiner eigenen Forschung hat er sich schwerpunktmäßig mit dem Thema „Gustav Suits als Gymnasiast 1896–1904“ befasst, was zu einer Reihe von Artikeln in der Zeitschrift Keel ja Kirjandus führte, die „inhaltlich eine umfangreiche Monografie darstellen.“ Ein zweiter Schwerpunkt war die Namenforschung, zu der er ebenfalls eine Reihe von Artikeln vorgelegt hat.

## Bibliografie (Auswahl)

### Artikel
- Eesti muistseist isikunimedest, in: Keel ja Kirjandus 6/1961, S. 341–352.
- Eesti eesnimede ajaloost XIX ja XX sajandi vahetusel, in: Keel ja Kirjandus 7/1962, S. 412–421.
- Jaan Roosi bibliofiilise raamatukogu kujunemislugu, in: Keel ja Kirjandus 8/1966, S. 504–510; 9/1966, S. 564–569.
- „Tähe mõrsja“ Salme ja tema kosilased, in: Keel ja Kirjandus 11/1969, S. 658–670; 12/1969, S. 727–736.
- Eesti meel-ainesega muistsed isikunimed, in: Emakeele Seltsi Aastaraamat 17, 1971, S. 77–97.
- Gustav Suits gümnaasiumiõpingute esimesel poolel, in: Keel ja Kirjandus 1/1972, S. 9–24; 2/1972, S. 70–84.
- Gustav Suits vana ja uue sajandi käänul, in: Keel ja Kirjandus 1/1973, S. 13–23; 2/1973, S. 74–86.
- Gustav Suits ja "Eesti Külvaja", in: Keel ja Kirjandus 7/1974, S. 395–403; 8/1974, S. 459–468.
- A. H. Tammsaare ja Gustav Suitsu suhtlemine Tartus 1900–1903, in: Looming 1/1977, S. 144–157.
- Gustav Suitsu murranguline õppeaasta, in: Looming 1/1979, S. 113–129.